# Ekstraliga czeska w hokeju na lodzie (2007/2008)
15. sezon Extraligi czeskiej rozegrany został na przełomie 2007 i 2008 roku. W rozgrywkach wzięło udział 14 zespołów. Obrońcą tytułu była drużyna Sparta Praga. Mistrzem Czech została drużyna Slavia Praga.

## System rozgrywek
W skład ligi wchodziło 14 klubów zawodowych. Rozegrały zespoły grają 54 spotkania (26 razy u siebie i 26 razy na wyjeździe). Pierwsze sześć zespołów awansowało bezpośrednio do fazy playoff, kolejne cztery zespoły w dwóch parach grały o awans do fazy play-off, zaś drużyny z miejsc 11. - 14. walczyły o uniknięcie gry w barażach. Ostatnia drużyna w tej fazie rozgrywek zagrała mecz barażowy z mistrzem pierwszej ligi.

## Sezon zasadniczy

### Tabela
| Lp. | Zespół                  | M  | Pkt | W  | WpD | PpD | P  | G + | G - | +/- |
| --- | ----------------------- | -- | --- | -- | --- | --- | -- | --- | --- | --- |
| 1   | HC Czeskie Budziejowice | 52 | 106 | 35 | 5   | 6   | 17 | 166 | 111 | +55 |
| 2   | Slavia Praga            | 52 | 98  | 32 | 3   | 5   | 20 | 181 | 130 | +51 |
| 3   | Bílí Tygři Liberec      | 52 | 91  | 30 | 9   | 10  | 22 | 146 | 120 | +26 |
| 4   | Energie Karlovy Vary    | 52 | 85  | 30 | 12  | 7   | 22 | 162 | 141 | +21 |
| 5   | HC Litvínov             | 52 | 80  | 26 | 6   | 8   | 26 | 145 | 141 | +4  |
| 6   | Sparta Praga            | 52 | 79  | 25 | 6   | 10  | 27 | 135 | 145 | -10 |
| 7   | HC Oceláři Trzyniec     | 52 | 78  | 26 | 5   | 5   | 26 | 144 | 144 | 0   |
| 8   | HC Kladno               | 52 | 77  | 27 | 9   | 5   | 25 | 149 | 144 | +5  |
| 9   | HC Pilzno 1929          | 52 | 77  | 28 | 14  | 7   | 24 | 174 | 172 | +2  |
| 10  | Znojemští Orli          | 52 | 76  | 25 | 6   | 7   | 27 | 133 | 139 | -6  |
| 11  | HC Vítkovice            | 52 | 72  | 23 | 4   | 7   | 29 | 131 | 149 | -18 |
| 12  | HC Pardubice            | 52 | 70  | 24 | 6   | 4   | 28 | 147 | 157 | -10 |
| 13  | HC Zlín                 | 52 | 63  | 20 | 1   | 4   | 32 | 135 | 166 | -31 |
| 14  | Slovan Ústečtí Lvi      | 52 | 40  | 13 | 7   | 8   | 39 | 107 | 196 | -86 |

L = lokata, M = liczba rozegranych spotkań, Pkt = Liczba zdobytych punktów, W = Wygrane, WpD = Wygrane po dogrywce lub karnych, PpD = Porażki po dogrywce lub karnych, P = Porażki (ogółem), G+ = Gole strzelone, G- = Gole stracone, +/- Różnica bramek
Legenda:       = awans do ćwierćfinałów playoff,       = awans do playoff,       = gra o uniknięcie baraży

## Play-off
Faza play-off w rozgrywkach Ekstraligi czeskiej w hokeju na lodzie w sezonie 2007/2008 składały się z czterech rund. W pierwszej rundzie obowiązywała zasada do trzech zwycięstw, zaś w kolejnych trzech do czterech zwycięstw.

### Drzewko Play-off
|  |                         |                         |                      |                      |   |                         |                         |          |  |  |       |       |       |
|  | Ćwierćfinał             | Ćwierćfinał             | Ćwierćfinał          |                      |   | Półfinał                | Półfinał                | Półfinał |  |  | Finał | Finał | Finał |
|  | Ćwierćfinał             | Ćwierćfinał             | Ćwierćfinał          |                      |   | Półfinał                | Półfinał                | Półfinał |  |  | Finał | Finał | Finał |
|  |                         |                         |                      |                      |   |                         |                         |          |  |  |       |       |       |
|  |                         |                         |                      |                      |   |                         |                         |          |  |  |       |       |       |
|  | HC Czeskie Budziejowice | HC Czeskie Budziejowice | 4                    |                      |   |                         |                         |          |  |  |       |       |       |
|  | HC Czeskie Budziejowice | HC Czeskie Budziejowice | 4                    |                      |   |                         |                         |          |  |  |       |       |       |
|  | HC Kladno               | HC Kladno               | 1                    |                      |   |                         |                         |          |  |  |       |       |       |
|  | HC Kladno               | HC Kladno               | 1                    |                      |   | HC Czeskie Budziejowice | HC Czeskie Budziejowice | 3        |  |  |       |       |       |
|  |                         |                         |                      |                      |   | HC Czeskie Budziejowice | HC Czeskie Budziejowice | 3        |  |  |       |       |       |
|  |                         |                         | Energie Karlovy Vary | Energie Karlovy Vary | 4 |                         |                         |          |  |  |       |       |       |
|  | Energie Karlovy Vary    | Energie Karlovy Vary    | Energie Karlovy Vary | Energie Karlovy Vary | 4 | 4                       |                         |          |  |  |       |       |       |
|  | Energie Karlovy Vary    | Energie Karlovy Vary    |                      |                      |   |                         |                         |          |  |  |       |       |       |
|  | HC Litvínov             | HC Litvínov             | 1                    |                      |   |                         |                         |          |  |  |       |       |       |
|  | HC Litvínov             | HC Litvínov             | 1                    |                      |   | Energie Karlovy Vary    | Energie Karlovy Vary    | 3        |  |  |       |       |       |
|  |                         |                         |                      |                      |   |                         |                         |          |  |  |       |       |       |
|  |                         |                         | Slavia Praga         | Slavia Praga         | 4 |                         |                         |          |  |  |       |       |       |
|  | Slavia Praga            | Slavia Praga            | Slavia Praga         | Slavia Praga         | 4 | 4                       |                         |          |  |  |       |       |       |
|  | Slavia Praga            | Slavia Praga            |                      |                      |   |                         |                         |          |  |  |       |       |       |
|  | HC Oceláři Trzyniec     | HC Oceláři Trzyniec     | 1                    |                      |   |                         |                         |          |  |  |       |       |       |
|  | HC Oceláři Trzyniec     | HC Oceláři Trzyniec     | 1                    |                      |   | Slavia Praga            | Slavia Praga            | 4        |  |  |       |       |       |
|  |                         |                         |                      |                      |   | Slavia Praga            | Slavia Praga            | 4        |  |  |       |       |       |
|  |                         |                         | Bílí Tygři Liberec   | Bílí Tygři Liberec   | 3 |                         |                         |          |  |  |       |       |       |
|  | Bílí Tygři Liberec      | Bílí Tygři Liberec      | Bílí Tygři Liberec   | Bílí Tygři Liberec   | 3 | 4                       |                         |          |  |  |       |       |       |
|  | Bílí Tygři Liberec      | Bílí Tygři Liberec      |                      |                      |   |                         |                         |          |  |  |       |       |       |
|  | Sparta Praga            | Sparta Praga            | 0                    |                      |   |                         |                         |          |  |  |       |       |       |
|  | Sparta Praga            | Sparta Praga            | 0                    |                      |   |                         |                         |          |  |  |       |       |       |

### Finał
| 4 kwietnia 2008 | Slavia Praga | 4:5 | Energie Karlovy Vary | Sazka Arena |

| Szczegóły      | Szczegóły                                                                          | Szczegóły       | Szczegóły                                                                                                  | Szczegóły                                                              |
| -------------- | ---------------------------------------------------------------------------------- | --------------- | --- | ---------------------------------------------------------------------- |
| Godzina: 17:25 | I. Rataj 10:05 (SH) D. Hruška 27:42 (EQ) J. Bednář 40:59 (EQ) D. Hruška 50:12 (PP) | (1:1, 1:2, 2:2) | 04:42 (EQ) J. Kristek 25:55 (EQ) P. Kumstát 30:25 (PP) M. Kraft 43:53 (EQ) P. Kumstát 45:29 (PP) J. Košťál | Widzów: 12089 Sędzia główny: Martin Fraňo Sędziowie liniowi: Robin Šír |

| 5 kwietnia 2008 | Slavia Praga | 5:2 | Energie Karlovy Vary | Sazka Arena |

| Szczegóły      | Szczegóły                                                                                                 | Szczegóły       | Szczegóły                                  | Szczegóły                                                                |
| -------------- | --- | --------------- | ------------------------------------------ | ------------------------------------------------------------------------ |
| Godzina: 17:25 | I. Rataj 18:20 (EQ) D. Hruška 25:02 (EQ) J. Drtina 28:50 (PP) R. Červenka 44:10 (EQ) J. Bednář 59:45 (SH) | (1:0, 2:2, 2:0) | 26:11 (PP) F. Skladaný 35:33 (EQ) O. Němec | Widzów: 16152 Sędzia główny: René Hradil Sędziowie liniowi: Pavel Mikula |

| 8 kwietnia 2008 | Energie Karlovy Vary | 3:4 | Slavia Praga | Zimny Stadion Karlsbad |

| Szczegóły      | Szczegóły                                                         | Szczegóły       | Szczegóły                                                                            | Szczegóły    |
| -------------- | ----------------------------------------------------------------- | --------------- | ------------------------------------------------------------------------------------ | ------------ |
| Godzina: 17:25 | J. Kristek 09:13 (EQ) P. Kumstát 32:37 (PP) J. Kristek 37:54 (EQ) | (1:2, 2:0, 0:2) | 11:05 (SH) J. Bednář 14:20 (EQ) R. Červenka 49:41 (PP) J. Bednář 51:27 (EQ) I. Rataj | Widzów: 4680 |

| 9 kwietnia 2008 | Energie Karlovy Vary | 8:2 | Slavia Praga | Zimny Stadion Karlsbad |

| Szczegóły      | Szczegóły | Szczegóły       | Szczegóły                                  | Szczegóły                                                                   |
| -------------- | --- | --------------- | ------------------------------------------ | --------------------------------------------------------------------------- |
| Godzina: 17:25 | M. Procházka 06:02 (EQ) M. Kraft 10:58 (PP) J. Košťál 13:00 (PP) J. Kristek 19:48 (EQ) M. Procházka 21:38 (EQ) M. Hluchý 34:42 (EQ) M. Kraft 43:18 (EQ) J. Kristek 52:55 (EQ) | (4:1, 2:0, 2:1) | 18:18 (EQ) J. Klepiš 48:14 (EQ) M. Vondrka | Widzów: 4680 Sędzia główny: Martin Fraňo Sędziowie liniowi: Antonín Jeřábek |

| 12 kwietnia 2008 | Slavia Praga | 4:0 | Energie Karlovy Vary | Sazka Arena |

| Szczegóły      | Szczegóły                                                                           | Szczegóły       | Szczegóły | Szczegóły     |
| -------------- | ----------------------------------------------------------------------------------- | --------------- | --------- | ------------- |
| Godzina: 17:25 | J. Klepiš 09:11 (EQ) J. Klepiš 30:52 (PP) J. Drtina 44:37 (PP) J. Drtina 52:09 (PP) | (1:0, 1:0, 2:0) |           | Widzów: 16617 |

| 14 kwietnia 2008 | Energie Karlovy Vary | 4:1 | Slavia Praga | Zimny Stadion Karlsbad |

| Szczegóły      | Szczegóły                                                                                  | Szczegóły       | Szczegóły            | Szczegóły    |
| -------------- | ------------------------------------------------------------------------------------------ | --------------- | -------------------- | ------------ |
| Godzina: 17:25 | J. Kristek 09:46 (EQ) J. Kristek 16:16 (PP) P. Mudroch 46:18 (EQ) M. Melenovský 59:59 (EQ) | (2:1, 0:0, 2:0) | 17:57 (PP) J. Bednář | Widzów: 4680 |

| 16 kwietnia 2008 | Slavia Praga | 4:2 | Energie Karlovy Vary | Sazka Arena |

| Szczegóły      | Szczegóły                                                                              | Szczegóły       | Szczegóły                                 | Szczegóły                                                                 |
| -------------- | -------------------------------------------------------------------------------------- | --------------- | ----------------------------------------- | ------------------------------------------------------------------------- |
| Godzina: 17:25 | J. Klepiš 06:07 (EQ) J. Bednář 08:41 (EQ) R. Červenka 37:54 (PP) J. Vašíček 57:09 (EQ) | (2:0, 1:0, 1:2) | 57:35 (EQ) V. Polák 59:58 (EQ) J. Hanzlík | Widzów: 17123 Sędzia główny: René Hradil Sędziowie liniowi: Radek Husička |

## Play-out

### Tabela
L = lokata, M = liczba rozegranych spotkań, Pkt = Liczba zdobytych punktów, W = Wygrane, WpD = Wygrane po dogrywce lub karnych, PpD = Porażki po dogrywce lub karnych, P = Porażki (ogółem), G+ = Gole strzelone, G- = Gole stracone, +/- Różnica bramek
| Lp. | Zespół             | M  | Pkt | W  | WpD | PpD | P  | G + | G - | +/- |
| --- | ------------------ | -- | --- | -- | --- | --- | -- | --- | --- | --- |
| 1   | HC Vítkovice       | 64 | 99  | 32 | 4   | 7   | 32 | 177 | 185 | -8  |
| 2   | HC Pardubice       | 64 | 83  | 28 | 6   | 5   | 36 | 178 | 197 | -19 |
| 3   | HC Zlín            | 64 | 76  | 24 | 1   | 5   | 40 | 169 | 209 | -40 |
| 4   | Slovan Ústečtí Lvi | 64 | 59  | 20 | 9   | 8   | 44 | 144 | 225 | -81 |

Legenda:       = utrzymanie w extraklasie,       = baraż o utrzymanie